# The Loaded Door
The Loaded Door é um filme norte-americano de 1922, do gênero faroeste, dirigido por Harry A. Pollard e estrelado por Hoot Gibson, com roteiro de Ralph Cummins e George Hively baseado no conto "Cherub of Seven Bar," de Ralph Cummins, publicado na Short Stories Magazine em dezembro de 1921.
O estado de conservação é desconhecido, o que sugere ser um filme perdido.

## Elenco
- Hoot Gibson ... Bert Lyons
- Gertrude Olmstead ... Molly Grainger
- William Ryno ... Bud Grainger
- A. Edward Sutherland ... Joe Grainger
- Noble Johnson ... Blackie Lopez
- Joe Harris ... Stan Calvert
- Charles Newton ... Dad Stewart
- Charles Smiley ... Purdy
- Victor Potel ... Slim
- C.L. Sherwood ... Fatty